# 澳大利亞經濟
澳大利亚经济是一個繁榮富裕的混合經濟體。若以名義GDP計算，澳洲是世界第14大經濟體，以購買力平價計算則排名第19位。其主要產業為服務業，2017年占GDP的62.7%，並提供78.8%的就業  。传统上農產品與礦產占了出口大头，近年来工业制品出口增长较快，2014年工业制品出口（428亿澳元）超过了农业出口（405亿澳元）。

## 概觀
澳洲幅員769.2萬平方公里，面積排名全球第6位，自然資源豐富，大量出口羊毛、谷物等農產品和鐵、煤炭等礦物。澳大利亞也是經合組織OECD的成員國，瑞士洛桑管理學院之全球競爭力排名多項指標均評列澳洲在前1~10名，美國傳統基金會2014年評比澳洲之經濟自由度為全球第3。
依據國際貨幣基金（IMF）2013年統計，澳洲為全球第12大經濟體，經濟規模1兆5,053億美元（依購買力平價計算9,996億美元），平均國民所得6萬4,863美元（依購買力平價計算43,073美元），全球排名第5位。經濟合作暨發展組織之國家幸福指數報告在生活滿意度、平均壽命、空氣污染程度、就業機會及家庭所得各項高度評價。金融及保險服務業佔其服務業大宗約15%的總利潤，政府強制的退休金儲蓄方案造成金融業有較肥沃土壤，許多投資亞洲的海外金融業也將澳洲作為營運中心，建築業為第二約11%，服務業並成為澳洲最大之雇主集團，僱用990萬名員工,佔就業人口之87％。零售服務業雖利潤較低但雇用人數很高，約12%的僱員工作於零售業。
雖然澳洲為世界最乾燥之大陸塊，水份蒸發快，土壤中含鹽及酸率亦高，但許多地方灌溉系統逐步完成並廣泛使用磷、氮化肥之情況下，許多荒漠大地現已能廣為耕種多項作物。且人口較少，澳仍為小麥、玉米、燕麥、大麥、高梁及棉花等多項農產品之主要輸出國，每年外銷 2/3 的農業產品，21世紀後酒類及乳製品的生產及出口大幅成長。透過科技化加值包括熱帶與溫帶園藝；內陸與海岸水產養殖等新興農業也在外資投資下茁壯。林產業（林木及紙類）從業人員約9萬2千多人，總值達150億7,700萬澳元，木材年產量約為4百餘萬立方公尺，多以軟木為主。
澳洲四面環海具有世界最長海岸線，澳洲漁場涵蓋面積比澳洲土地面積還大16％，為世界第3大漁場。工業污染較少，漁源豐富，但每年漁獲量約為22-23萬公噸，為低度開發地區，尚有發展潛力。主要商業化之水產品為蝦、龍蝦、鮑魚、鮪魚、干貝等高價漁獲，糧食用漁獲較少。南澳州阿得雷德市養殖淡水鱸魚業近年興起。

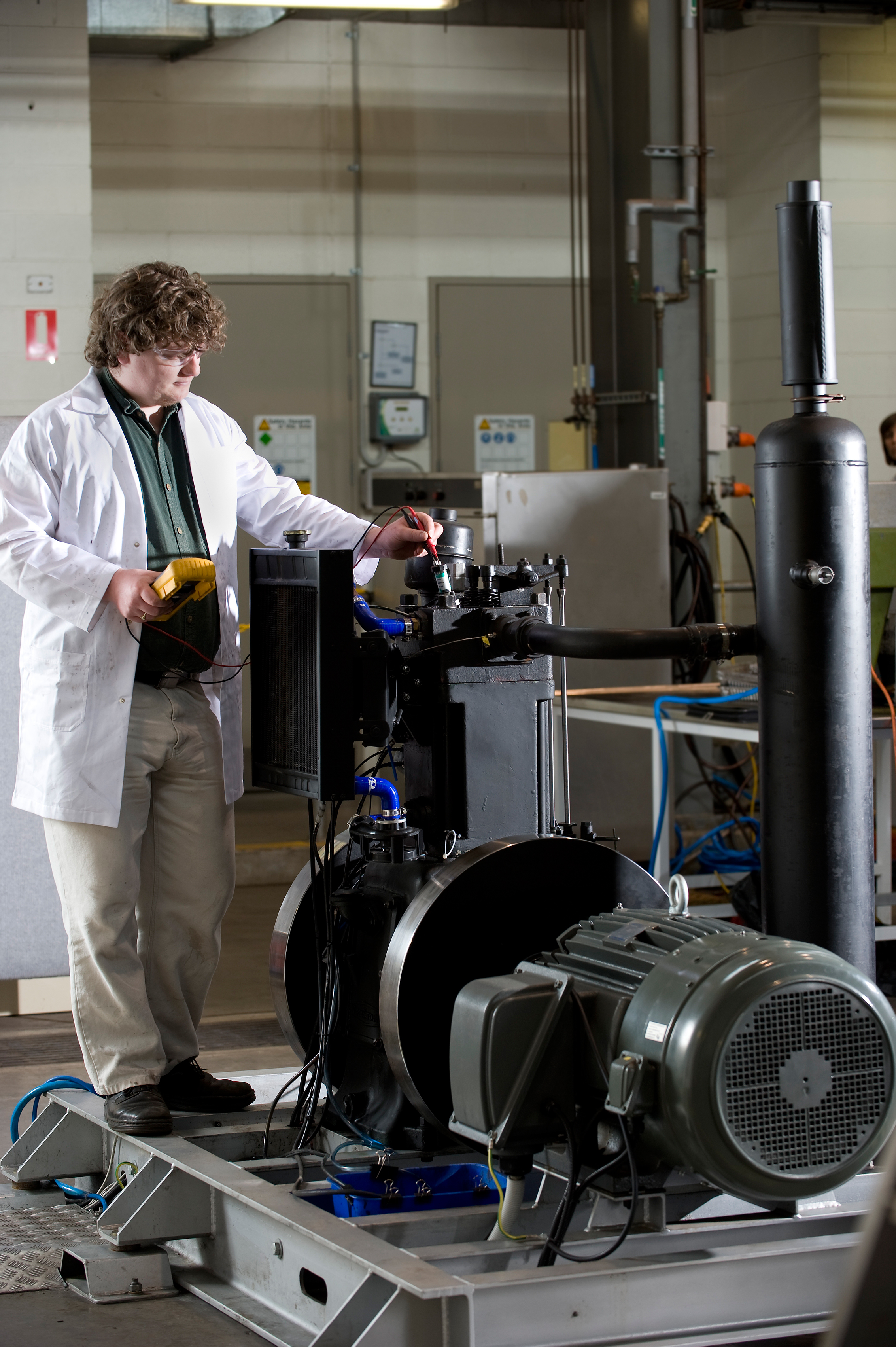
澳洲能源機電業

澳洲是礦業大國，其廣大領土上居民較少，利於礦產大規模開發，由於亞洲經濟的興起，就近的澳洲成為礦品出口大國，拉動經濟騰飛，居全球首位包括褐煤、鉛、金紅石、鐺、鎳、鈾及鋅，目前已發現蘊藏量豐富之礦物資源共有70餘種，23種已大規模生產。現為全球煤礦第1大出口國，鐵礦第2大出口國，黃金生產第2大國。澳洲已多年被國際礦業顧問公司Behre Dolbear評比為全球礦業投資最安全之國度，相較於中東和非洲的豐富礦產多數處於政經不穩的環境，法規治安也混亂，澳洲的優質開發環境是一大加分。2021年，澳大利亚是液化天然气出口量最大的国家。
由於工資高昂製造界較不發達，但國土廣大造成汽車是必備品，其汽車組裝業多從亞洲進口零組件，做簡易組裝，民間DIY修車風氣盛行以減少工錢所以直接面對消費者的汽車零件販售業興盛，一般家用品超市及五金用品連鎖店亦廣泛流行，油電混合車在近年也為澳洲市場接受。
內需市場方面因為消費稅GST、澳幣升值，再加上原本的高工資和地理偏遠的因素，使21世紀後澳洲商品和服務價格持續上漲，導致成為了世界有名的高消費之地，雪梨連公共交通、日用品、菸酒和手機等價格，都比紐約、倫敦、法蘭克福、新加坡更高。壓制了觀光客和本國人購物的慾望，也導致成本較低的網路購物興起。
據畢馬威（KPMG）和悉尼大學的數據，澳洲自2007年起已成為中國第二大投資地點，累積投資額達到900億美元，排首位的是美國，累積投資額逾1000億美元。而澳洲稅局2017年10月公布外國投資者擁有農地統計，顯示中國擁有農地數目，僅次於頭位的英國。截至2017年尾，中國、韓國及日本購買澳洲農地若金額逾1500萬澳元。